# Bahrains herrlandslag i fotboll
Bahrains herrlandslag i fotboll spelade sin första match den 2 april 1966 i Bagdad, där det blev 4-4 mot Kuwait vid arabiska mästerskapet.
Laget slutade på fjärde plats i asiatiska mästerskapet 2004. Under gruppspelet spelade man 2-2 och 1-1 mot Kina respektive Qatar. I sista matchen packade man en kvartsfinalplats efter 3-1 mot Indonesien. I kvartsfinalen slogs Uzbekistan ut på straffar. Efter 3-4 mot Japan (semi) och 2-4 mot Iran (bronsmatch) blev det en fjärdeplats. Bahrain var även med i Asiatiska cupen 2007. Denna turneringen skulle inte bli lika lyckad som 2004. En fin vinst mot Sydkorea räckte inte då man förlorade med 0-4 mot Saudiarabien och med uddamålet mot Indonesien och man kom sist i gruppen.
Bahrain var nära att kvala in till VM 2006 men slogs ut i playoff av Trinidad och Tobago (1-1 borta och 0-1 hemma).
Första landskampen spelades 1966 mot Kuwait som slutade 4-4. Bara några dagar senare tog man sin största förlust mot Irak, 0-12. Största segern kom 2004 mot Kirgizistan(5-0). 2010 års kval slutade blandat för Bahrain. Bahrain slog i förkvalet ut Malaysia efter 4-1 hemma och 0-0 borta. I nästa omgång hamnade man i en ganska bra lottning med Oman, Japan och Thailand. Tack vare en hemmaseger mot Japan samt en seger borta mot Oman gick man vidare på bekostnad av Oman till slutomgången. Oman fick nämligen en 0-1-förlust hemma mot Bahrain och bara 1-1 borta. I slutomgången hamnade man med Australien, Japan, Qatar och Uzbekistan. Bahrain såg chanslösa ut till VM då Australien och Japan var vassa. Bahrain sågs ändå som ett bra hot till playoffplatsen. Bahrain hade i helhet blandade resultat men under de tre första matcherna bara en pinne efter 1-1 borta mot Qatar. De tre nästa matcherna tog Bahrain två vinster efter 1-0 borta mot Uzbekistan och 1-0 hemma mot Qatar. Man slog i sista matchen Uzbekistan hemma med 1-0 trots att Uzbekistan hade flera chanser att göra mål. Mahmood Abdulrahman var Bahrains hjälte under kvalet och hans två mål hemma och borta mot Uzbekistan räckte till en playoffplats. Bahrain mötte Saudiarabien och vann sensationellt med 0-0 hemma och 2-2 borta på borta mål. Men mot Nya Zeeland till en plats i VM vann Nya Zeeland 0-1 borta och Bahrain fick enbart 0-0 hemma.